# Nedokłan
Nedokłan (bułg. Недоклан) – wieś w Bułgarii, w obwodzie Razgrad, w gminie Razgrad. W 2023 roku liczyła 179 mieszkańców.